# Resocialisering
At resocialisere betyder at hjælpe nogen med at genetablere en normal tilværelse i samfundet, f.eks. personer der har været i fængsel.
| Socialt arbejde | Spire Denne artikel om socialt arbejde er en spire som bør udbygges. Du er velkommen til at hjælpe Wikipedia ved at udvide den. |